# Guignardia rhamni
Guignardia rhamni är en svampart som beskrevs av Reusser 1964. Guignardia rhamni ingår i släktet Guignardia och familjen Botryosphaeriaceae.   Inga underarter finns listade i Catalogue of Life.